# 清武南インターチェンジ
清武南インターチェンジ（きよたけみなみインターチェンジ）は、宮崎県宮崎市清武町にある東九州自動車道のインターチェンジ（地域活性化インターチェンジ）である。
2004年に清武JCT以南の区間が新直轄方式に変更されたため、清武南IC以南は無料で通行できる。清武南ICと清武JCTの間にある清武南本線料金所で清武JCT以北の東九州自動車道、および宮崎自動車道の料金を徴収する。
2013年3月23日、清武JCT - 清武南IC間の開通に伴い、供用を開始した。

## 歴史
- 2006年（平成18年）9月：清武 - 南清武間着工[2]。
- 2009年（平成21年）
  - 6月30日：国土交通大臣より、地域活性化インターチェンジとして清武南ICの設置が許可される[3]。
  - 9月：清武南IC - 北郷IC間の「芳ノ元トンネル」が地滑りのため工事中止[4]。
- 2013年（平成25年）3月23日：清武JCT - 清武南IC間開通に伴い供用開始[5]。
- 2013年12月：「芳ノ元トンネル」の二期工事の入札を執行[4]。工期は2016年3月31日まで[4]。
- 2014年（平成26年）度：清武南IC - 北郷ICについて九州地方整備局の発表では事業進捗率約57％、用地進捗率約99%　着手後概ね10年程度を目指すもの、完成に向けた円滑な事業実施環境が整った段階で確定予定としている[6]。
- 2017年（平成29年）
  - 3月：清武南IC - 日南北郷IC間の事業進捗率は、事業費ベースで約76％、用地進捗率は約100％[7]。
  - 11月：清武南IC - 日南北郷IC間の「芳ノ元トンネル」(1880m)が貫通[8]。軟弱な地盤のため、1年平均で200m程度しか掘り進められず、工期9年半の難工事であった[8]。
- 2019年（平成31年/令和元年）
  - 6月：清武南IC - 日南北郷IC間の区間内のトンネル全12本が完成[9]。
- 2022年（令和4年）
  - 6月20日：宮崎県は清武南IC - 日南北郷IC間の進捗状況を発表し、2021年度末に事業費ベースで90%を超えたことを明らかにした[10]。
- 2023年（令和5年）
  - 3月25日：清武南IC - 日南北郷IC間開通[11]。
- 2024年（令和6年）
  - 10月4日：宮崎河川国道事務所は、清武南IC - 日南北郷IC間開通の開通から1年後の交通状況および整備効果について発表した[12]。それによると、宮崎市方向および日南市方向を南北に往来する交通量の約6割が東九州自動車道を利用しており、宮崎市と日南市間の通勤時間は往復で約46分短縮された[12]。また、交通事故件数は約30％減少したとしている[12]。

## 周辺
- 今泉工業団地
- 宮崎市役所 清武総合支所
- 清武駅（JR日豊本線）
- 清武温泉
- 宮崎学園都市
  - 国立大学法人 宮崎大学

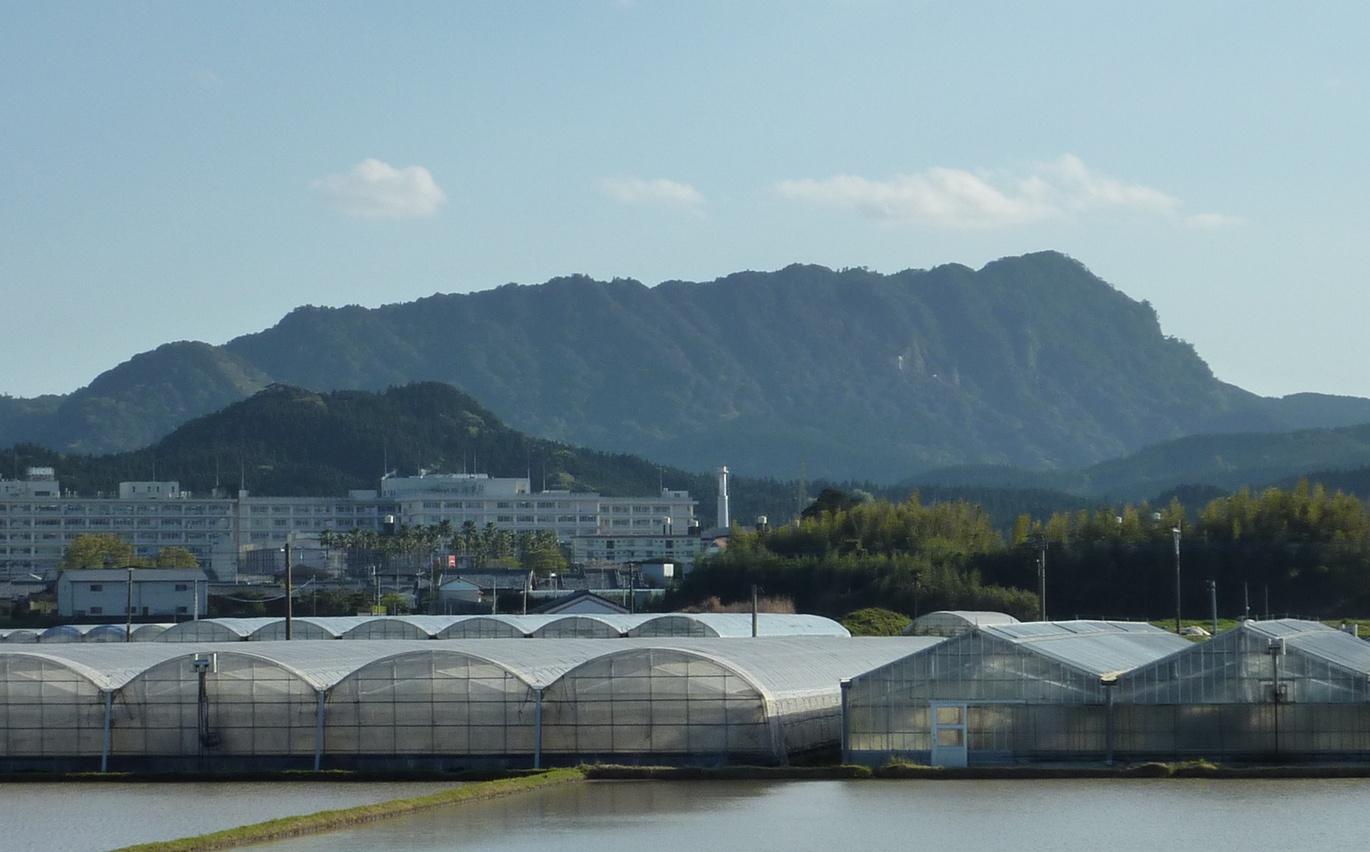
双石山（ぼろいしやま）

    - 木花キャンパス（大学本部・教育学部・農学部・工学部・地域資源創成学部）
    - 清武キャンパス（医学部・医学部附属病院）

  - 学園木花台小学校
  - 木花小学校 / 中学校
  - 宮崎市役所 木花地域センター
  - 木花駅（JR日南線）
- 宮崎市清武総合運動公園SOKKENスタジアム（オリックス・バファローズキャンプ地）
- 鰐塚山地（鵜戸山地）
- 双石山

## 接続する道路

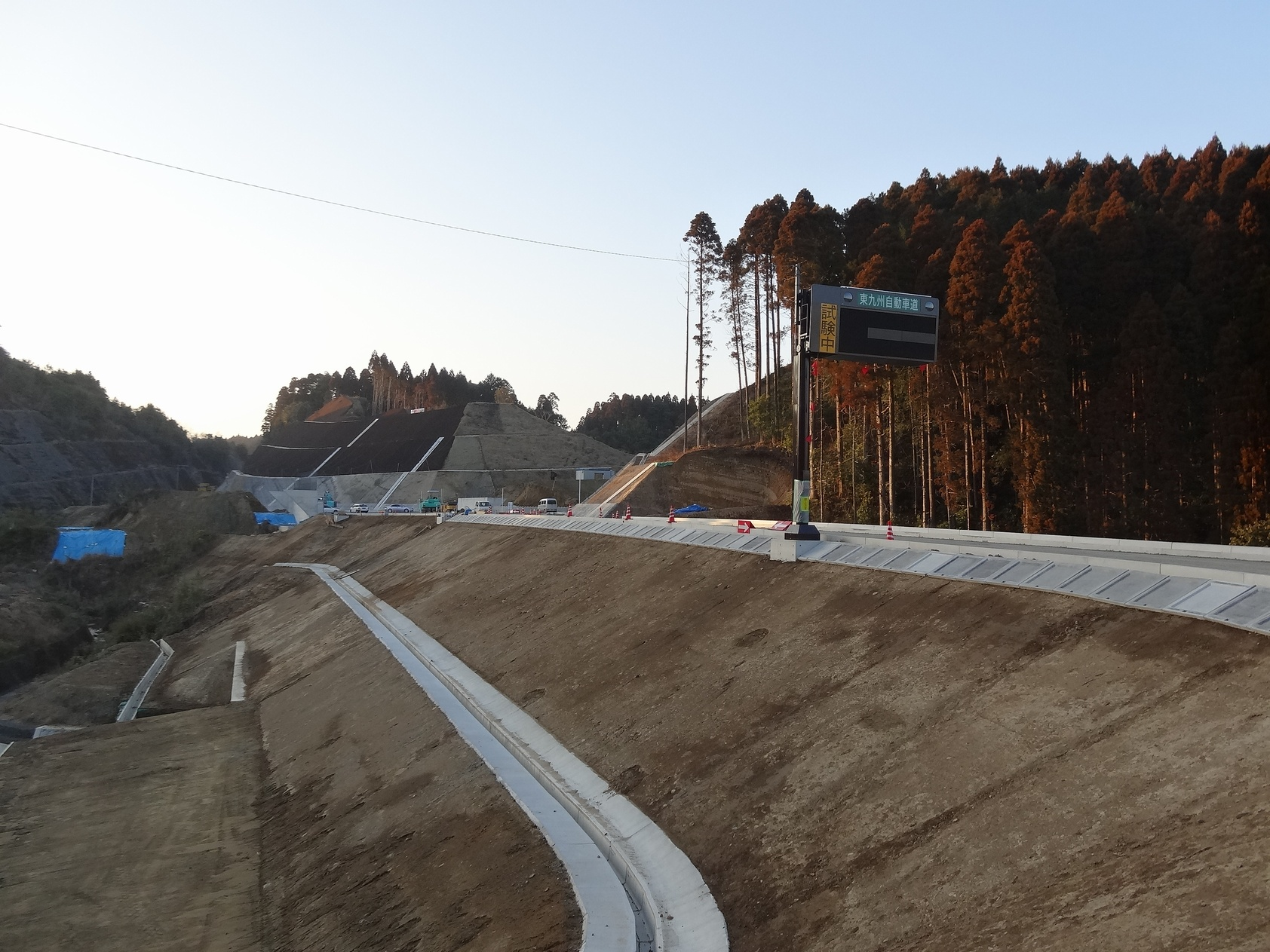
供用開始前の宮崎県道378号清武南インター線（2013年2月）

- 直接接続
  - 宮崎県道378号清武南インター線[3]
  - 宮崎市道丸目インター線[3]

## 隣
E78 東九州自動車道
(30)清武IC - (4-1)清武JCT - 清武南TB - (30-1)清武南IC - (31) 日南北郷IC